# Spilogale leucoparia

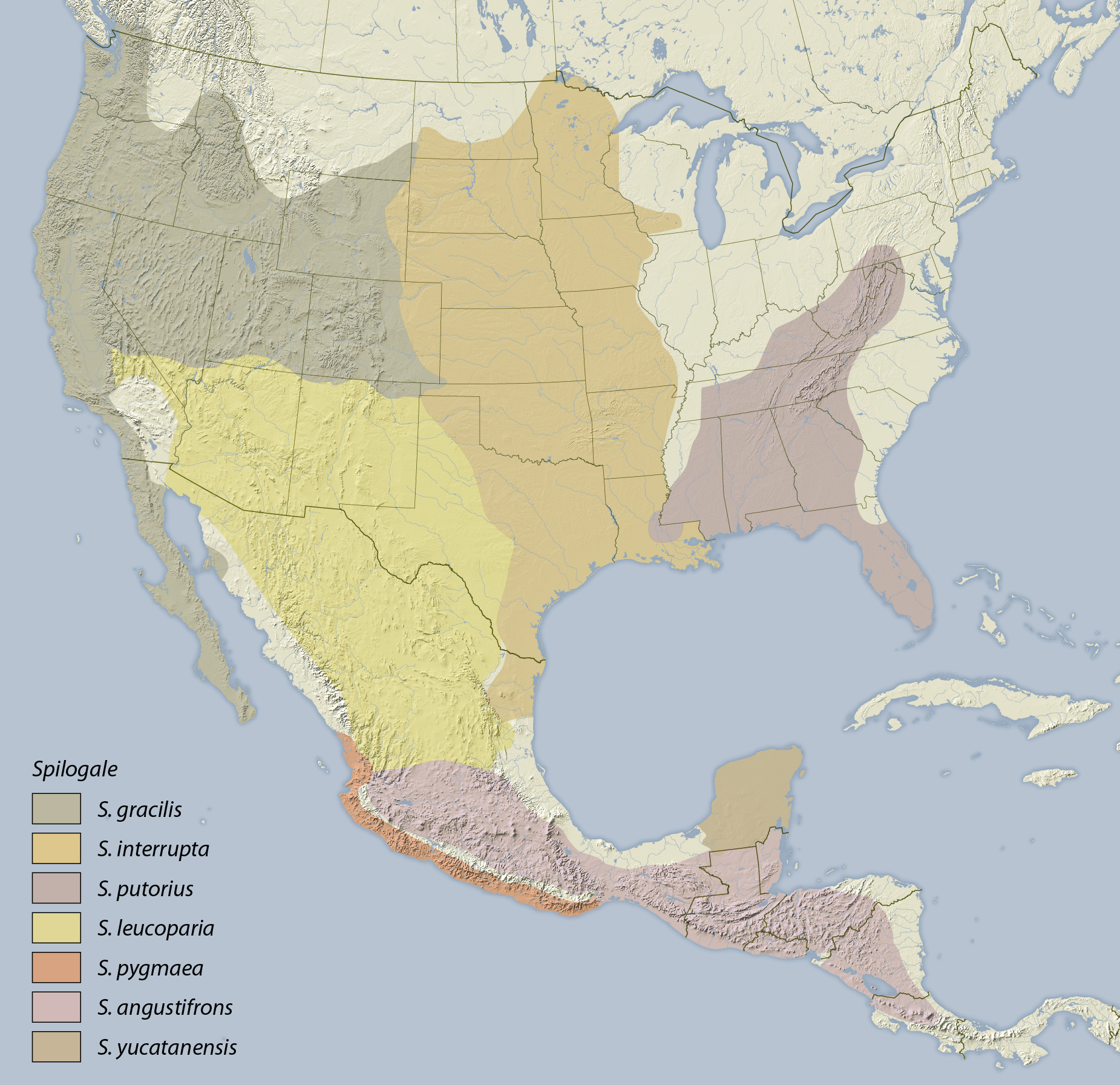
L'areale di Spilogale leucoparia (in giallo) comprende il sud-ovest degli Stati Uniti e il nord del Messico.

Lo skunk macchiato del deserto (Spilogale leucoparia Merriam, 1890) è un mammifero carnivoro della famiglia dei Mefitidi (Mephitidae) presente nelle regioni sud-occidentali e meridionali dell'America settentrionale in Arizona, Nuovo Messico, Texas occidentale e Messico settentrionale. Il suo areale è delimitato ad est dalle Grandi Pianure, ad ovest dalle Montagne Rocciose meridionali e dal fiume Colorado, e a sud dalla Fascia Vulcanica Trasversale, una catena vulcanica con andamento est-ovest lunga circa 750 chilometri nel Messico centrale (Ferrari et al., 1999); esso comprende quindi anche i deserti di Chihuahua e Sonora e l'Arcipelago Madrense.

## Tassonomia
La specie venne descritta per la prima volta nel 1890 dallo zoologo americano Clinton Hart Merriam, ma in seguito venne assegnata come sottospecie allo skunk macchiato occidentale (Spilogale gracilis). Località tipo è la Contea di Mason, nel Texas. A metà del 2021 il taxon ha ricevuto nuovamente lo status di specie separata dopo che gli studiosi hanno stabilito che si differenzia chiaramente dal punto di vista genetico dallo skunk macchiato occidentale e che è più strettamente imparentato con lo skunk macchiato meridionale (Spilogale angustifrons) che con lo skunk macchiato occidentale.

## Descrizione
Come tutti gli skunk macchiati, lo skunk macchiato del deserto è più piccolo e molto più simile a una donnola rispetto agli altri membri della famiglia dei Mefitidi e come questi presenta un caratteristico disegno bianco e nero. Merriam annotò nella sua descrizione originaria che le macchie e le strisce bianche sono più larghe di quelle di qualsiasi altra specie di skunk macchiato. Sul dorso, le strisce bianche sono più larghe o altrettanto larghe di quelle nere. La coppia centrale di strisce dorsali si fonde sul retro con le strisce trasversali anteriori, che a loro volta si fondono con le strisce laterali esterne. Le strisce trasversali posteriori si fondono con le macchie lombari. Le macchie sopra la base della coda talvolta si toccano nella parte posteriore. Le cosce sono di colore nero puro, con solo pochi peli bianchi sulla parte superiore dei piedi.